# 후쿠나리촌 (후쿠오카현)
후쿠나리촌(福成村)은 후쿠오카현 아사쿠라군에 있던 촌이다. 현재의 아사쿠라시의 일부에 해당한다.

## 역사
- 1889년 4월 1일 - 정촌제 시행에 의해 조자군 후쿠나리촌이 성립하였다.
- 1896년 4월 1일 - 구 다이후쿠촌과 합병해 새로운 다이후쿠촌이 성립하여 소멸했다.

## 참고문헌
- 『市町村名変遷辞典』東京堂出版、1990年。